# Lispe litorea
Lispe litorea är en tvåvingeart som först beskrevs av Fallen 1825.  Lispe litorea ingår i släktet Lispe och familjen husflugor. Arten är reproducerande i Sverige. Inga underarter finns listade i Catalogue of Life.